# 中国共产党党内法规制定条例
中国共产党党内法规制定条例是2012年中国共产党发布的两部党内新法规之一（另一部为《中国共产党党内法规和规范性文件备案规定》）。2013年5月27日，经中央批准，两部新法规公开向社会发布。

## 背景
“党内法规”的概念最早由毛泽东提出，此后为历届中国共产党领导人沿用。
1990年7月31日，中共中央印发《中国共产党党内法规制定程序暂行条例》。该暂行条例首次正式使用了“党内法规”这一名称。
1990年11月12日，中共中央办公厅发出《中共中央办公厅关于党内法规备案工作有关问题的通知》。
中国共产党党内法规多次结集出版：
- 中国共产党党内法规选编（1978－1996），法律出版社，1996年
- 中国共产党党内法规选编（1996－2000），法律出版社，2001年
- 中国共产党党内法规选编（2001－2007），法律出版社，2009年
- 中国共产党常用党内法规新编，法律出版社，2011年

从2012年6月起，中国共产党在全党部署开展了党内法规和规范性文件的集中清理工作，计划用2年半左右的时间，全面清理中华人民共和国成立后制定的党内法规和规范性文件。

## 内容
2012年中共中央发出《中共中央关于印发〈中国共产党党内法规制定条例〉的通知》（中发〔2012〕5号），在党内发布了该条例。
该条例根据根据《中国共产党章程》制定。条例共分七章三十六条。各章名称为：
- 第一章　总则
- 第二章　规划与计划
- 第三章　起草
- 第四章　审批与发布
- 第五章　适用与解释
- 第六章　备案、清理与评估
- 第七章　附则

条例规定：
第二条 党内法规是党的中央组织以及中央纪律检查委员会、中央各部门和省、自治区、直辖市党委制定的规范党组织的工作、活动和党员行为的党内规章制度的总称。

党章是最根本的党内法规，是制定其他党内法规的基础和依据。
在党章之外，条例将党内法规分为：
- 中央党内法规（“党的中央组织制定的党内法规”）：名称为“准则、条例、条例、规则、规定、办法、细则”。
- 中央纪律检查委员会、中央各部门和省、自治区、直辖市党委制定的党内法规：名称为“规则、规定、办法、细则”。
- 军队党内法规：条例规定“中央军事委员会及其总政治部依照本条例的基本精神制定军队党内法规。”

对于党内法规的制定，条例在中共历史上首次提出编制党内法规制定工作五年规划：
第八条　制定党内法规应当统筹进行，科学编制党内法规制定工作五年规划和年度计划，突出重点、整体推进，逐步构建内容协调、程序严密、配套完备、有效管用的党内法规制度体系。
中央社会主义学院教授甄小英表示，“该五年规划同五年一次的党代会相衔接，也有利于检查党代会关于党的制度建设要求的落实情况。”
对于各种党内法规的效力，条例规定：

- 第二十五条　党章在党内法规中具有最高效力，其他任何党内法规都不得同党章相抵触。

中央党内法规的效力高于中央纪律检查委员会、中央各部门和省、自治区、直辖市党委制定的党内法规的效力。

省、自治区、直辖市党委制定的党内法规不得同中央纪律检查委员会、中央各部门制定的党内法规相抵触。

- 第二十六条　同一机关制定的党内法规，一般规定与特别规定不一致的，适用特别规定；旧的规定与新的规定不一致的，适用新的规定。

- 第二十七条　中央纪律检查委员会、中央各部门制定的党内法规对同一事项的规定不一致的，提请中央处理。

- 第二十八条　中央纪律检查委员会、中央各部门和省、自治区、直辖市党委发布的党内法规有下列情形之一的，由中央责令改正或者予以撤销：
  - （一）同党章和党的理论、路线、方针、政策相抵触的；
  - （二）同宪法和法律不一致的；
  - （三）同中央党内法规相抵触的。

对于条例的解释，条例规定“本条例由中央办公厅负责解释。”
条例最后规定：“本条例自发布之日起施行。1990年7月31日中共中央印发的《中国共产党党内法规制定程序暂行条例》同时废止。”
2013年5月27日与该条例同时公开发布的还有《中国共产党党内法规和规范性文件备案规定》，该规定于2012年根据《中国共产党党内法规制定条例》制定并在党内发布，共十八条，“自2012年7月1日起施行”。